# إيزابيلا ملكة أورشليم

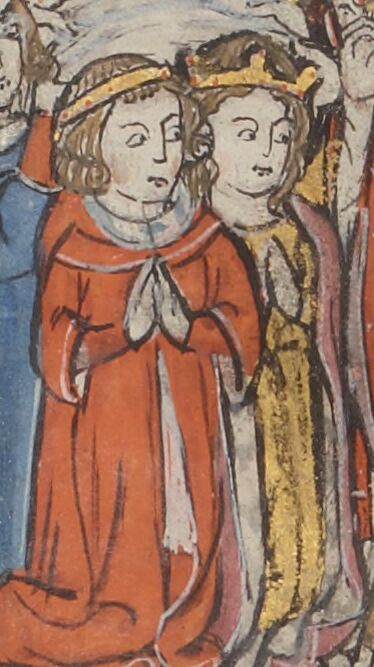
زواج إيزابيلا (يمين) وكونراد من مونفيراتو

إيزابيلا الأولى (1172 – 5 أبريل 1205) ملكة أورشليم منذ 1190/1192 وحتى وفاتها. من خلال زواجاتها الأربع، حصلت على ألقاب سيدة تورون وماركيزة مونفيراتو وكونتيسة شامبين وملكة قبرص القرينة، وهي ابنة عموري الأول من زوجته الثانية ماريا كومنينا، لذا في الأخت غير الشقيقة للملك بلدوين الرابع والملكة سيبيلا ملكة أورشليم، وخالة الملك بلدوين الخامس وحفيدة شقيق الإمبراطور البيزنطي مانويل كومنينوس الذي حصل على نابلس كمهر لزواجها. ابنتها ماريا من مونفيراتو ملكة أورشليم، هي ابنتها من زوجها الثاني كونراد من مونفيراتو، وجملة أبنائها سبعة من مختلف أزواجها.